# Potrero de Garay

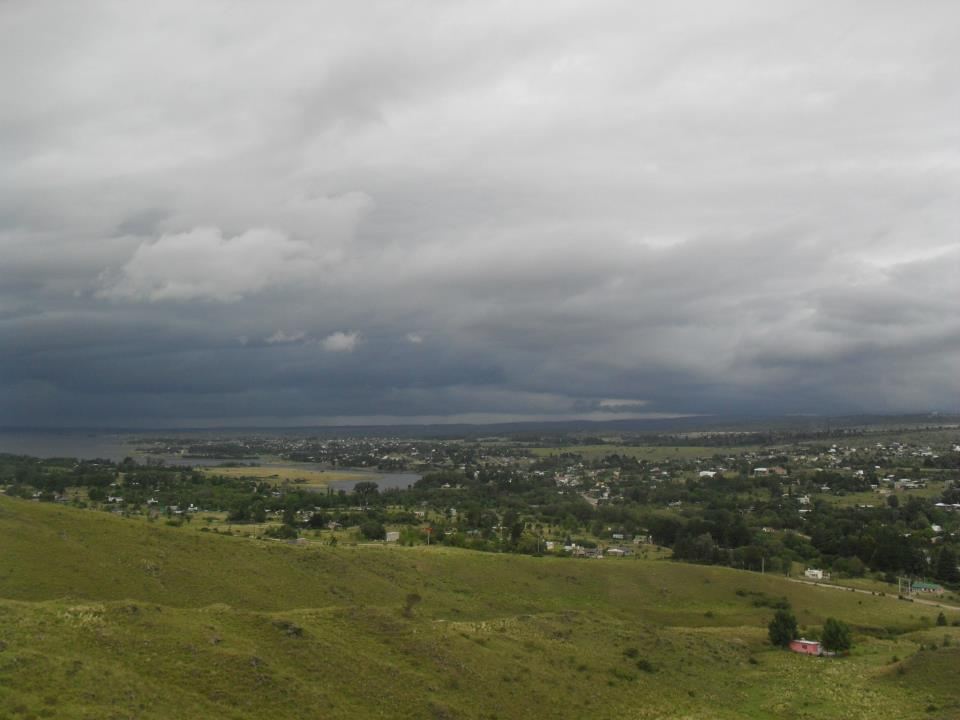
Vista de una parte de la comuna desde un cerro cercano

Potrero de Garay es una localidad situada en el departamento Santa María, provincia de Córdoba, Argentina.
Se encuentra situada al sudoeste departamental, a orillas del Embalse Los Molinos, entre las desembocaduras de los ríos San Pedro y Los Espinillos. Dista 28 km de la cabecera departamental Alta Gracia y 59 km de la capital provincial. Se accede por la  RP 5  , hasta Villa Ciudad de América, desde donde se deben recorrer 6 km hacia el oeste, por la ruta  RP 271  .
En el año 2003, Potrero de Garay fue una de las localidades afectadas por los graves incendios forestales ya que se quemaron muchas hectáreas de bosques y provocaron las muertes de dos personas.

## Población
Cuenta con 2248 habitantes (Indec, 2022), lo que representa un incremento del 54,5% frente a los 1017 habitantes (Indec, 2010) del censo anterior. Su población en el censo nacional de 2001, incluía los 174 moradores de barrio Villa Gran Parque. Este guarismo refleja un crecimiento importante, porque en el anterior conteo de población, realizado en 1991, arrojó sólo 135 pobladores. El censo de 2001 contabilizó 491 viviendas, por tratarse de una localidad turística, con muchas casas de fin de semana. El censo provincial de población en 2008, que incluye la población rural, registró 1006 pobladores, un 105,73 % más que en el anterior censo provincial de 1996, cuando tenía 489 moradores, con lo cual constituye una de las localidades que ha crecido a un ritmo más sostenido (8,81 % anual).
| Gráfica de evolución demográfica de Potrero de Garay entre 1991 y 2022 |
|                                                                        |
| Fuente: censos nacionales del INDEC                                    |

## Economía
La principal actividad económica de la comuna es el turismo, debido a sus valles, su cercanía con las sierras y sus ríos.
La zona en que está enclavada la comuna es propicia para realizar actividades como equitación, senderismo y ciclismo de montaña.
También la zona es propicia para practicar la pesca, especialmente en la zona del Dique Los Molinos.

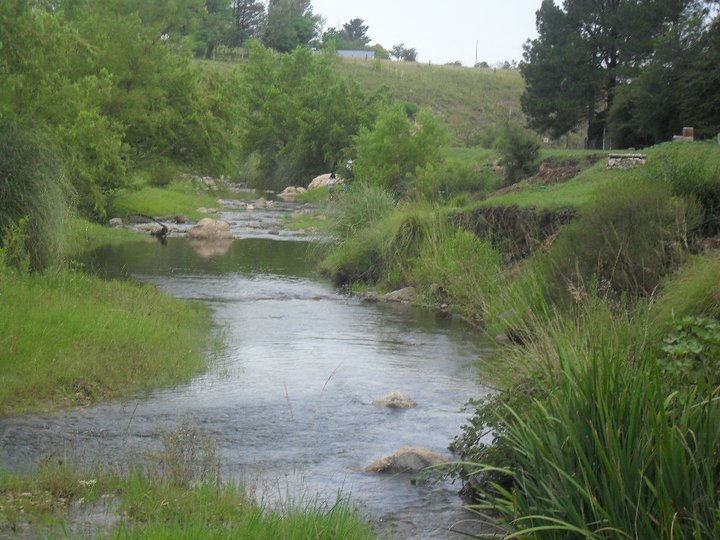
Río San Pedro

Durante casi todo el año se realizan en la comuna festivales de doma, entre los principales se encuentran la Fiesta gaucha Fortín Jesús Niño (primer fin de semana de febrero) y la Fiesta gaucha Fortín Martín Miguel de Güemes (tercer fin de semana de febrero).

## Naturaleza
Entre las principales especies de la zona se encuentran algunas calandrias, zorzales, chingolos, colibríes, lechuzas, cabecitas negras, pechos colorados, cotorras, horneros, chuñas, teros, garzas blancas, benteveos, palomas torcazas, zorros, zorrinos, zorros grises, cuices, liebres, perdices, vizcachas, iguanas, lagartijas, etc. Las Sierras Grandes constituyen el hábitat del puma y el zorro colorado.
Cuenta con un "Área Natural Protegida" creada por Resolución N.º 37/2009 por iniciativa de la arqueóloga Alejandra Funes con el apoyo del naturalista Claudio Bertonatti.

## Sismicidad
La sismicidad de la región de Córdoba es frecuente y de intensidad baja, y un silencio sísmico de terremotos medios a graves cada 30 años en áreas aleatorias. Sus últimas expresiones se produjeron:
- 22 de septiembre de 1908 (116 años), a las 17.00 UTC-3, con 6,5 Richter, escala de Mercalli VII; ubicación 30°30′0″S 64°30′0″O / -30.50000, -64.50000; profundidad: 100 km ; produjo daños en Deán Funes, Cruz del Eje y Soto, provincia de Córdoba, y en el sur de las provincias de Santiago del Estero, La Rioja y Catamarca[3]

- 16 de enero de 1947 (78 años), a las 2.37 UTC-3, con una magnitud aproximadamente de 5,5 en la escala de Richter (terremoto de Córdoba de 1947)[2]

- 28 de marzo de 1955 (70 años), a las 6.20 UTC-3 con 6,9 Richter: además de la gravedad física del fenómeno se unió el desconocimiento absoluto de la población a estos eventos recurrentes (terremoto de Villa Giardino de 1955)

- 7 de septiembre de 2004 (20 años), a las 8.53 UTC-3 con 4,1 Richter

- 25 de diciembre de 2009 (15 años), a las 21.42 UTC-3 con 4,0 Richter